# Cantó de Marçana
El cantó de Marçana és un cantó francès del departament de la Droma, situat al districte de Niom. Té 15 municipis i el cap és Marçana.

## Municipis
- Bonlieu-sur-Roubion
- Charols
- Cleon d'Andran
- Condilhac
- La Bâtie-Rolland
- La Coucourde
- La Laupie
- Les Tourrettes
- Manas
- Marçana
- Roinac
- Saint-Gervais-sur-Roubion
- Saint-Marcel-lès-Sauzet
- Sauset
- Savasse

| Data d'elecció                           | Identitat      | Partit                         | Qualitat |
| ---------------------------------------- | -------------- | ------------------------------ | -------- |
| 1945-1964                                | M. Aubert      | Radical                        |          |
| 1964-2001                                | Gilbert Sauvan | Divers droite, després UDF-CDS |          |
| 2001-                                    | André Gilles   | Divers droite                  |          |
| les dades anteriors no són pas conegudes |                |                                |          |